# Pungtungia
Il genere Pungtungia comprende 3 specie di pesci d'acqua dolce appartenenti alla famiglia Cyprinidae.

## Distribuzione e habitat
Tutte le specie del genere sono originarie del Giappone, soltanto P. herzi è presente anche nella penisola coreana nelle acque dolci tropicali e temperate.

## Descrizione
I Pungtungia presentano un corpo fusiforme, compresso ai fianchi, con testa appuntita, occhi grandi, profilo dorsale leggermente convesso, ventre più lineare, pinne triangolari dai vertici arrotondati, tozze. La livrea è tendenzialmente grigio-beige.

## Specie
Attualmente (2014) il genere comprende 3 specie:
- Pungtungia herzi
- Pungtungia hilgendorfi
- Pungtungia shiraii